# Jacobus Craandijkbrug
De Jacobus Craandijkbrug (brug 138, ook wel Jacob Craandijkbrug) is een vaste brug in Amsterdam Oud-West.
De verkeersbrug is gelegen in de Potgieterstraat en voert over de Da Costagracht. Ten noordwesten van de brug staat het gemeentelijk monument Potgieterstraat 94, een voormalig schoolgebouw uit 1889. De gevelwand aan de Da Costakade 83-91 en de hoek om is eveneens een gemeentelijk monument.
De plannen voor een brug hier dateren van eind 1896. Er  werden toen voorbereidingen getroffen voor de bouw van de woonblokken hier. Met het stratenplan kwam ook deze brug. In februari 1897 was de aanbesteding al rond, voor brug en kademuren tot aan de de Clerqstraat. In november lagen de ijzeren liggers en buckelplaten er, in het voorjaar van 1898 lag de brug er, en kwam nauwelijks meer in het nieuws. In 1910/1911 kwam er nog een verzoek voor een brug in de Potgieterstraat over de Singelgracht, zodat er een meer doorgaande route naar de stad kwam, maar dat verzoek werd afgewezen. De brug heeft mede daardoor weinig verkeer te verwerken gekregen. De Clerqstraat-Rozengracht en de Kinkerstraat werden de hoofdverkeersroutes. Desalniettemin was de brug in 1961 versleten. In 1962 werden de landhoofden versterkt en kwam er een nieuw brugdek, opnieuw van stalen liggers. De versieringen van zaagtanden in de zijden van het brugdek van de oude brug kwamen niet meer terug; de originele leuningen wel.
De brug ging meer dan een eeuw anoniem door het leven, alleen aangeduid met haar nummer. In 2016 kon de burgerij voorstellen indienen tot naamgeving van die anonieme bruggen. De gemeente keurde in december 2016 de inzending voor een vernoeming naar de schrijver en dominee Jacobus Craandijk (1834-1912) goed. Het voorstel kwam in dit geval van Flip van Doorn, die toen bezig was met de biografie: Jacobus Craandijk: De eerste wandelaar: in de voetsporen van een wandelende dominee. Craandijk werd geboren in de molenaarswoning van Molen De Boterton, die ongeveer op de kruising van straat en gracht stond, toen hier nog weinig bebouwing in de Amsterdamse modder stond. 

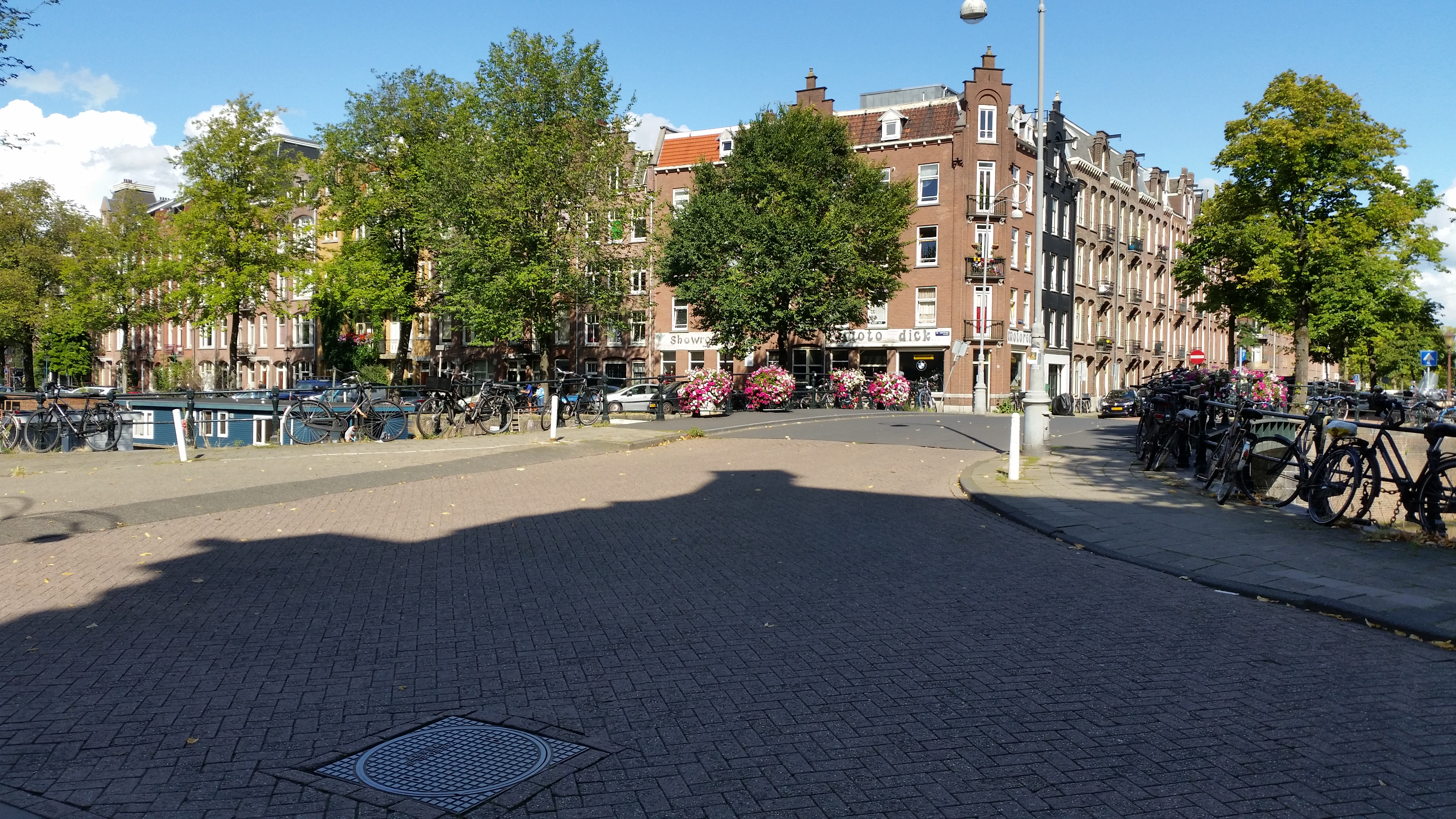
Overzicht over brug 138 (september 2019)

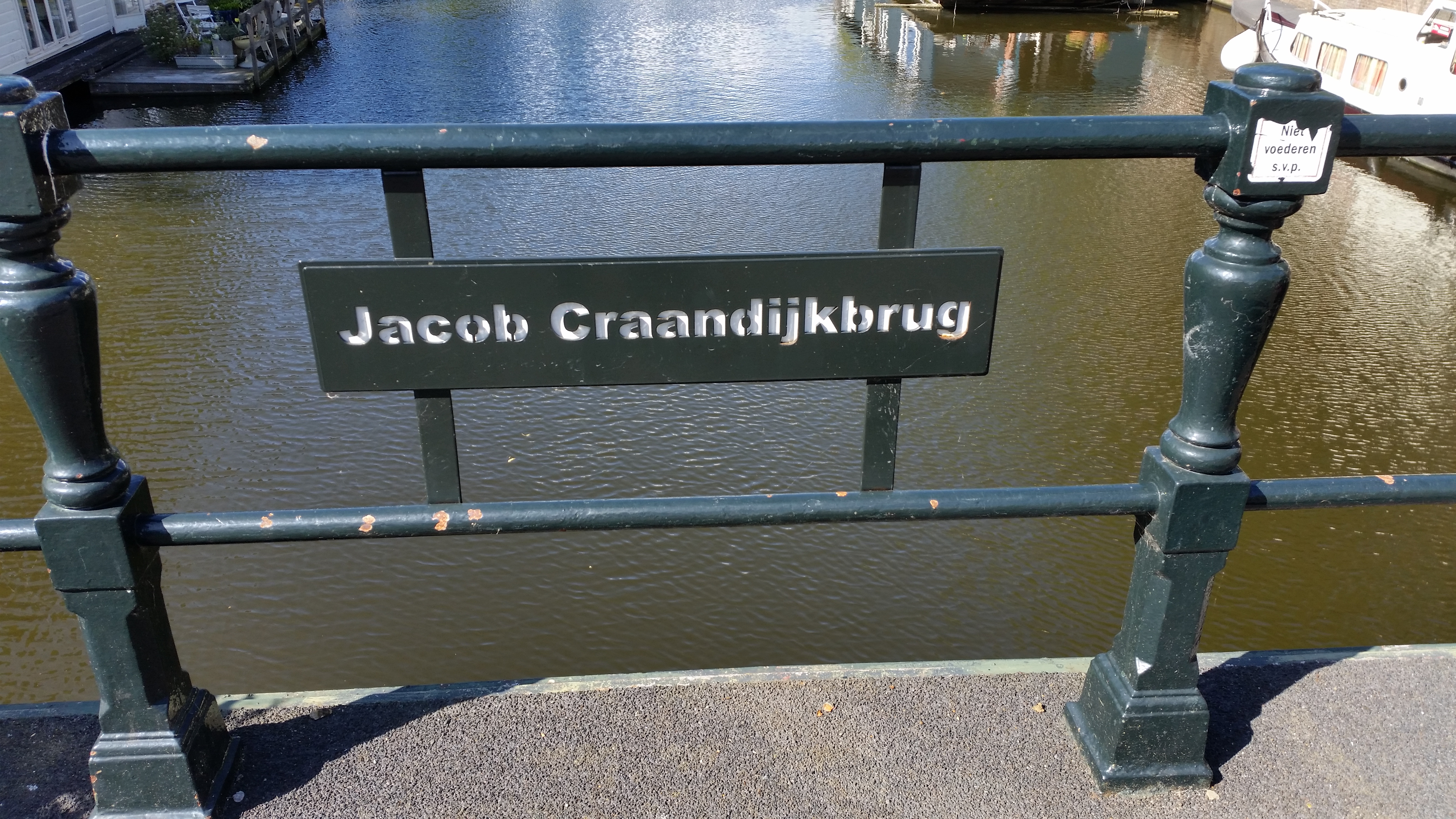
Naamplaat (september 2019)

<<< · 100 · 101 · 102 · 103 ·  105 · 106 · 107 · 108 · 109 ·  110 · 111 · 112 · 113 · 114 · 115 · 116 · 117 · 118 · 119 · 120 · 121 · 122 · 123 · 124 · 125 · 126 · 127 · 128 · 129 · 130 · 131 · 132 · 135 · 136 · 137 · 138 · 139 · 140 · 141 · 142 · 143 · 144 · 145 · 146 · 147 · 148 · 149 ·  150 · 151 · 152 · 155 · 156 · 159 · 160 · 161 · 162 · 163 · 164 · 165 · 166 · 167 · 168 · 169 ·  170 · 171 · 172 · 173 · 174 · 175 · 176 · 177 · 178 · 179 · 180 · 181 · 182 · 183 · 184 · 185 · 186 · 187 · 189 · 190 · 191 · 192 · 193 · 194 · 195 · 196 · 198 · 199 · >>>
Brugnummers 104, 133, 134, 153, 154, 157, 158, 188 en 197 zijn niet (meer) in gebruik.